# Кризис воинского призыва 1944 года
Кризис призыва 1944 года (англ. Conscription Crisis of 1944) — политический и военный кризис, связанный с участием Канадских вооружённых сил во Второй мировой войне. Напоминал кризис воинского призыва 1917 года, однако был гораздо более мягким по своему размаху и последствиям.
Поскольку призыв был объявлен лишь ближе к концу войны, только 2463 призывников достигли линии фронта, из них 79 погибло.

## История
Канада объявила войну гитлеровской Германии 10 сентября 1939 года и направила в Европу одну дивизию, которая не участвовала в боях вплоть до захвата немцами Франции. В 1940 году премьер-министр Уильям Лайон Макензи Кинг пообещал ограничить прямое военное участие Канады в войне. Многие канадцы поддержали его, даже когда стало ясно, что война не будет скоротечной.
Как и в годы Первой мировой войны, молодые франкоканадцы вступали в несколько традиционных франкоязычных полков канадской армии, в частности, в 22-й полк регулярной армии и в несколько полков ополчения. В пехоте французский язык доминировал в казармах и во время обучения, и только команды и радиосвязь были на английском.
В других родах войск, однако, франкоязычные соединения не были созданы: это оправдывалось широким распространением радио, а также тем, что техническое обучение проходило на английском языке. 12 танковый полк, хотя и состоял из франкофонов, был англоязычным. Основной проблемой была нехватка офицеров, говоривших по-английски: в отличие от времён Первой мировой войны, канадское общество гораздо терпимее относилось к возможности создать франкоязычные части.
В июне 1940 года правительство Канады ввело воинский призыв для службы внутри Канады, что позволяло правительству регистрировать мужчин и женщин и перемещать их на работу, которую оно считало полезной для военного времени, но не позволяло направлять на воинскую службу за рубежом.
К концу лета 1944 года численность рекрутов оказалась недостаточной, чтобы восполнить потери в Европе, прежде всего в пехоте.
В то же время США, которые вступили в войну позже на 2 года, направляли рекрутов за рубеж без какого-либо общественного возмущения.

## Плебисцит 1942 года

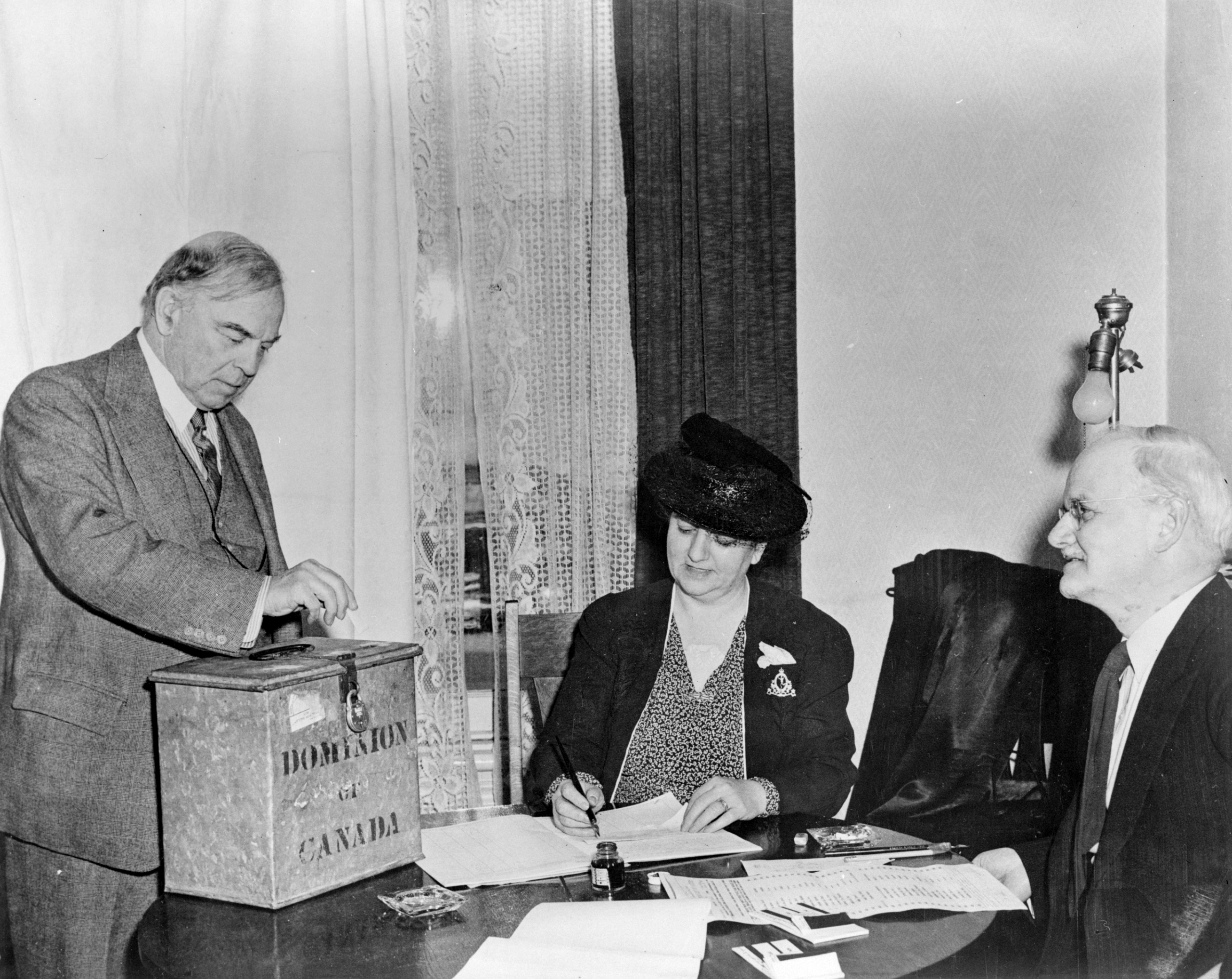
Премьер-министр Уильям Лайон Макензи Кинг голосует на плебисците о введении воинского призыва для отправки канадцев на зарубежный театр военных действий.

К 1941 году набралось достаточное число добровольцев, чтобы сформировать 5 дивизий для отправки за океан. Между тем консерваторы оказывали на Кинга давление с тем, чтобы он порекомендовал генерал-губернатору ввести военный призыв. В апреле 1942 года был проведен плебисцит, в ходе которого правительство просило у населения не столько поддержки немедленного призыва, сколько разрешения на отказ от обещания, данного в ходе выборов 1940 года. Кинг сказал по этому поводу: «Не обязательно призыв, но если нужно, то призыв» («not necessarily conscription but conscription if necessary»), что вполне отражало двусмысленность вопроса на плебисците. Неудивительно, что поставленный на плебисците вопрос поддержало большинство англоканадцев, а также запрещённая Коммунистическая партия Канады, которая учредила легальный комитет в поддержку голосования «да» на плебисците. Если в среднем среди жителей Канады в поддержку высказалось 63 % голосовавших, то среди англоканадцев их число составило 83 %. Франкоканадцы, особенно в Квебеке, предпочитали голосовать против призыва; среди франкоканадцев возникли группы поддержки голосования против призыва, одну из которых возглавил ветеран канадской политики Анри Бурасса, известный подобной же позицией во время кризиса призыва 1917 года.
Правительство приняло Закон 80, отменяющее положения NRMA, запрещающие призыв для службы за рубежом. Несмотря на это, большинство канадцев всё ещё не поддерживали немедленный призыв; в Монреале произошло несколько беспорядков, хотя их масштаб был намного слабее, чем бунты 1917 и 1918 годов по аналогичному поводу. Даже в Торонто, где среди населения преобладали сторонники призыва, консерватор Артур Мейен проиграл довыборы в парламент после того, как пообещал ввести призыв.
Противники призыва, концентрировавшиеся в Квебеке, группировались в основном в составе Народного канадского блока, организованного весной 1942 года. После войны, когда проблема призыва перестала быть актуальной, блок быстро распался.

## Введение призыва
После Итальянской кампании 1943 года и высадки в Нормандии в 1944, в связи с нехваткой добровольцев, Канада стала испытывать нехватку солдат на фронте. В 1943 году на Алеутские острова была отправлена одна бригада (поскольку острова находились в Северной Америке, чисто формально эта отправка не считалась отправкой «за океан»). До начала 1945 года новые войска на фронт не отправлялись. Лишь в начале 1945 года за океан было отправлено 12 908 военнослужащих, большинство из которых было призывниками.
Лишь немногие из призывников участвовали в военных действиях в Европе, из них погибло 79 человек, то есть незначительное меньшинство. С политической точки зрения это была победа Макензи Кинга, который сохранил власть до 1948 года.
Военнослужащие, отказывавшиеся отправляться за океан, получили от канадцев презрительное прозвище «зомби».